# Jægerne - tilbage til vildmarken
Jægerne - tilbage til vildmarken (svensk: Jägarna 2) er en svensk thriller fra 2011 instrueret af Kjell Sundvall med Rolf Lassgård og Peter Stormare i hovedrollerne.

## Medvirkende
- Rolf Lassgård som Erik Bäckström
- Peter Stormare som Torsten
- Kim Tjernström som Peter
- Annika Nordin som Karin Johansson
- Lo Kauppi som Johanna Lager
- Jesper Barkselius som Åström
- Eero Milonoff som Jari Lipponen
- Johan Paulsen som Mats
- Yngve Dahlberg som Eriks boss
- Juho Milonoff som Esa Lipponen